# 格洛里亚 (阿威罗)
格洛里亚是葡萄牙阿威罗区的一个堂区。总面积6.8平方公里，总人口9917人，人口密度1458.4人/平方公里。